# Kim Jung-ho
Kim Jung-ho (kor. 김정호; * 6. August 1996) ist ein südkoreanischer Badmintonspieler. 

## Karriere
Kim startete bei den Badminton-Juniorenweltmeisterschaften 2012 und 2013, wobei er 2013 Gold mit dem südkoreanischen Team gewann. 2013 siegte er auch beim Malaysian Juniors. Weitere Starts folgten bei der Korea Open Super Series 2013 und beim Korea Juniors 2013.